# Monacos økonomi
Monacos økonomi er stærkt afhængig af turisme og bankvæsen. Landet ligger langs den franske middelhavskyst, og er et populært turistmål grundet sine casinoer og behagelige klima.
Fyrstedømmet har med succes forsøgt at diversificere sig til serviceindustrien og små ikke-forurenende industrier. Staten har ingen indkomstskat og lav erhvervsskat, og det trives derfor som skattely for både privatpersoner og virksomheder. Staten har monopol på en række sektorer, heriblandt tobak, telefonnetværk og postservice.
Monaco har verdens næsthøjeste nominel BNP per indbygger på US$153.177, BNP PPP per indbygger på $132.571 og BNI per indbygger på $183.150. Det er også en lave arbejdsløshed på 2%, med over 48.000 personer, der pendler fra Frankrig og Italien hver dag.
Monaco benytter euro som valuta, hvilket det har gjort siden 1999, hvor det indgik en aftale med EU om brugen. Siden 2002 har de kunnet udstede deres egne euromønter.